# Ernest Monin
Pour les articles homonymes, voir Monin (homonymie).
Ernest Monin, né le 13 septembre 1856 à Besançon et mort le 18 décembre 1928 à Paris, est un médecin et vulgarisateur médical français.

## Biographie
Né le 13 septembre 1856 à Besançon, Ernest Monin est le fils de Rachel Lévy et de Louis Henri Monin, professeur d'Histoire à la faculté de Lettres. L'historien Hippolyte Monin est son frère aîné.
En étudiant la médecine, Ernest Monin a suivi les traces de son grand-oncle, le docteur en médecine et botaniste amateur Romain Monin (1783-1860), actif à Saint-Pétersbourg (1815-1829) puis à Blois.
En 1877, Ernest Monin devient docteur en médecine à l'âge de 21 ans, après avoir soutenu une thèse sur la Pathogénie des oreillons à la Faculté de médecine de Paris.
Rédacteur scientifique du journal Gil Blas dès 1879, secrétaire de la rédaction du Journal d'hygiène et de la Revue de thérapeutique, collaborateur du Journal de la Santé, membre de la Société des gens de lettres, il publie au cours de sa carrière plus de cinquante ouvrages de vulgarisation médicale. Il a ainsi contribué à répandre les principes hygiénistes auprès du grand public.

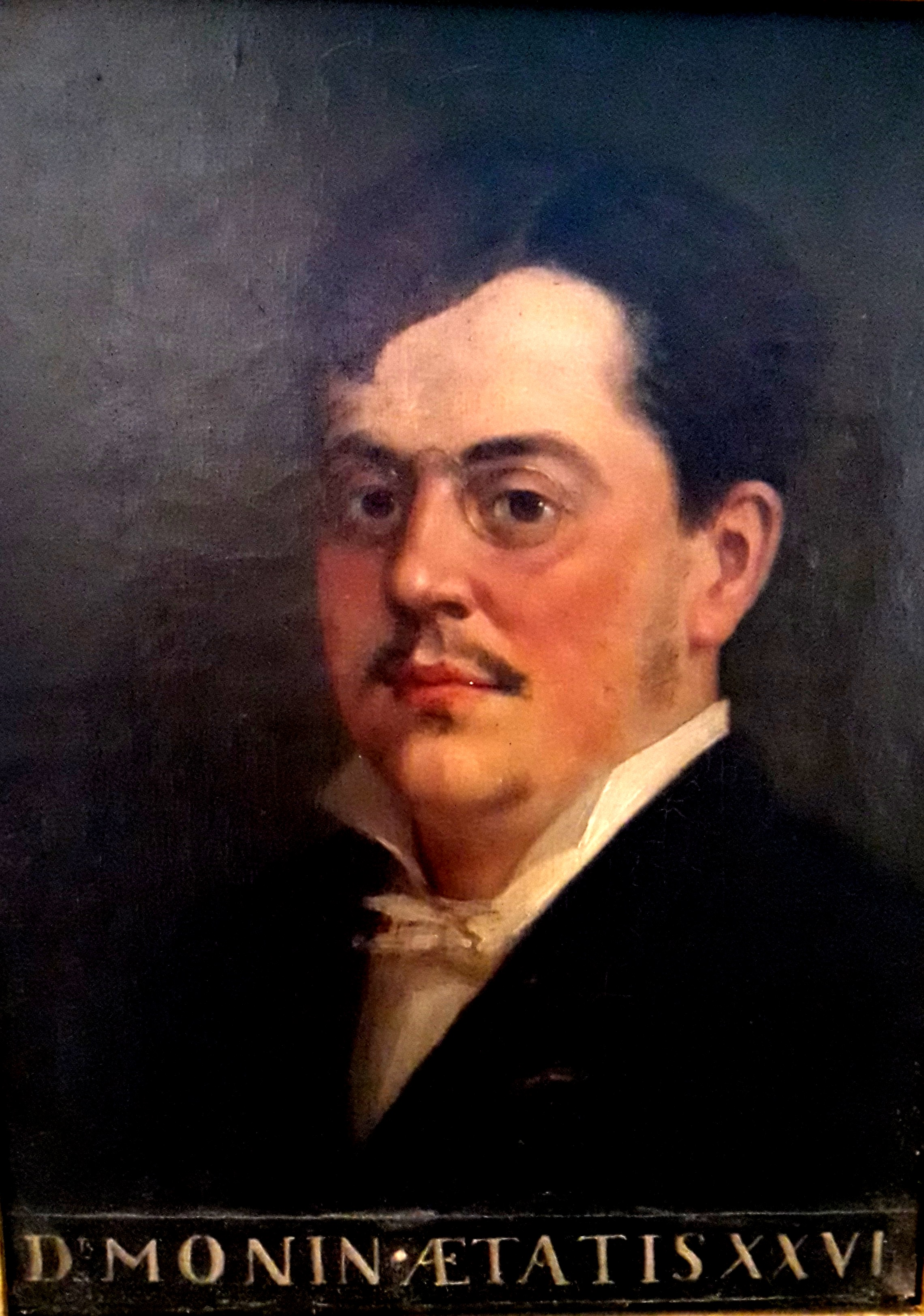
Portrait du docteur Monin par Émile Dupont-Zipcy (1882), Musée des Beaux-Arts et d'Archéologie de Besançon.

Médecin de l'octroi de Paris (1881), secrétaire général de la Société française d'hygiène (1882), médecin-inspecteur des écoles de Paris (1884), membre du jury de plusieurs expositions internationales, il est nommé officier de l'Instruction publique en 1885 et chevalier de la Légion d'honneur en 1888. Il est promu au rang d'officier de cet ordre en 1913.
Franc-maçon fasciné de spiritualités exotiques, ami de Catulle Mendès et proche de plusieurs autres écrivains et journalistes, il fréquente le cabaret du Chat noir ainsi que les milieux littéraires, artistiques et humoristiques des « fumistes », « hydropathes » et autres « hirsutes ». Il participe ainsi à l'exposition des Arts incohérents en 1884.
Le 2 décembre 1889, il épouse sa cousine issue de germain Adèle-Élisabeth-Marie Monin (1866-1951), fille du négociant Hector Monin (maire du 3e arrondissement en 1904-1905). Les témoins du marié sont deux de ses confrères, Anthelme Combe et le député Stephen Pichon. Un autre député et ami d'Ernest, le docteur Émile Chautemps, prend la parole en l'honneur des jeunes mariés.
Mort le 18 décembre 1928 en son domicile du no 12 du boulevard Raspail, il a légué 15 000 francs à la Société des gens de lettres et un ensemble hétéroclite de 1400 « bibelots » au musée de sa ville natale. Entrés dans les collections municipales en 1931, ces objets sont conservés et en partie exposés au Musée des Beaux-Arts et d'Archéologie de Besançon.